# Akne
Akne (lat. acne vulgaris) upalno su oboljenje kože prouzročeno promjenama u pilosebacealnoj jedinici (strukturi koja se nalazi u koži i sastoji se od folikula dlake i njemu pridružene lojne žlijezde). Uobičajeno je da se akne nazivaju i bubuljice, odnosno prištići.
Ovo stanje obično nastaje tijekom puberteta, a posebice je često u zapadnjačkoj populaciji, što se objašnjava većom genskom predisponiranošću. Akne uzrokuje pretjeran rada lojnih žlijezda unatoč uobičajenoj razini muškog hormona testosterona. Kod većine ljudi ova prenaglašena reakcija nestaje s vremenom pa oko dvadesete godine akne nestaju ili se u najmanjoj mjeri povlače, bilo djelomice bilo privremeno. Ipak ne postoji način pomoću kojega se može pouzdano predvidjeti koliko će dugo akne opstati. Tako se one kod nekih osoba zadržavaju i više od desetak godina i opstaju u tridesetim i četrdesetim godinama života, a katkad su prisutni i kasnije. Akne zahvaćaju velik dio populacije u nekom od životnih razdoblja.
Sam izraz akne potječe iz netočno preuzetoga grčkog izraza άκμή (akme − osip kože), koji se sreće u spisima Etiusa Emideusa.

## Simptomi
Najuobičajeniji oblik akni s kojim se srećemo poznat je pod imenom "Acne vulgaris", što u prijevodu znači "obične akne." Prekomjerno lučenje loja iz lojne žlijezde djeluje u sprezi sa začepljenjem kanala lojne žlijezde, kroz koji se loj kod zdrave kože normalno oslobađa. U nekim slučajevima može doći i do poremećaja procesa odumiranja stanica u površinskim podslojevima kože, što dovodi do prekomjernog ljuštenja kože, čiji mikrokomadići, pak, mogu dospjeti u kanal pore lojne žlijezde i tako fizički omesti normalno oslobađanje loja. Tada se lojne izlučevine nakupljaju u koži, u unutrašnjosti blokiranoga kanala, stvarajući povoljne uvjete za razvoj bakterije Propionibacterium acnes, koja se i inače nalazi u koži, ali se pod ovim uvjetima nekontrolirano razmnožava. Kao reakcija na ovu pojavu u koži se pokreću upalni procesi te dolazi do upale koja stvara vidljiv znak na površini kože. Lice, grudi, leđa, ramena i nadlaktice obično su najpogođeniji dijelovi tijela.
Tipične rane prouzročena aknama uglavnom su u većoj meri upaljena ispupčenja rumene boje ispunjena gnojem. Neupaljene lojne žlijezde, koje se pravilnije nazivaju epidermoidne ciste, pojavljuju se ili zajedno s aknama ili samostalno, ali nisu uvijek prisutne. Nakon nestanka rana prouzročenih aknama mogu ostati mali ožiljci koji mogu biti i neuočljivi golim okom.
Osim posljedica koje predstavljaju ožiljci, glavni problem koji tvore akne jest psihološke prirode, a odražava se u smanjenju samopouzdanja i depresiji. Akne se obično pojavljuju tijekom puberteta, kada su mladi ljudi i inače skloni nesigurnosti.

## Uzročnici akni
Nije u potpunosti poznat uzročnik − ili uzročnici − akni. Poznato je da postoje i nasljedni čimbenici. Nekoliko je čimbenika uočeno u proučavanjima procesa vezanih za akne:
- hormonska aktivnost, poput menstrualnog ciklusa i puberteta
- stres, koji pokreće povećano lučenje hormona nadbubrežnih žlijezda (tzv. hormoni stresa)
- hiperaktivnost lojnih žlijezda, koja je uzrokovana, između ostalog, i netom spomenutim dvama mehanizmima
- nagomilavanje izumrlih stanica površinskih slojeva kože
- bakterije u porama, zbog čijeg prekomjernog prisustva tijelo pokreće alergijsku reakciju
- iritacija kože bilo koje vrste (aktivira i potpomaže stvaranje upalnih procesa)
- upotreba anaboličkih steroida
- bilo koji preparati, lijekovi koji sadrže halogene elemente (jodidi, kloridi, bromidi), litij, barbiturate, ili androgene
- izlaganje visokim razinama klorovih spojeva, posebice klorovim dioksinima može prouzročiti snažnu i dugotrajnu pojavu akni poznatiju kao klorakne.

Tradicionalno je pozornost uglavnom bila usmjeravana na hormonski izazvano prekomjerno lučenje loja, što je smatrano glavnim uzročnikom ove bolesti. Nedavno je veća pozornost posvećena pojavi suženja lojnih kanala, jer se ono smatra drugim najvažnijim uzročnikom ove bolesti. Pretjerano ljuštenje stanica u površinskim podslojevima kože, pretjerano vezivanje stanica unutar folikula dlake ("hiperkeratinizacija") te nagomilavanje vode unutar kože (koje izaziva nadimanje tkiva kože i pritisak na kanale sve do njihova zatvaranja) jesu pojave koje se smatraju važnim djelatnim mehanizmima.
Nekoliko je hormona dovedeno u vezu s aknama: muški hormoni testosteron, dihidrotestosteron (DHT) i dihidroepiandrosteron sulfat (DHEAS), kao i inzulinu sličan faktor rasta 1 (IGF-I). Osim toga, pokazalo se da je koža sklona aknama otporna na inzulin.
Razvoj je akni (Acne vulgaris) u zrelijim godinama neuobičajen, iako je ovo starosno doba pogodno za drugo oboljenje kože − Rosacea (rozacea) − koje ima slične simptome. Prave akne (Acne vulgaris) kod zrelijih osoba mogu biti pokazatelj drugih povezanih stanja, primjerice trudnoće ili poremećaja poput sindroma policističnih jajnika ili rijetkog Kašingova sindroma.

### Zablude vezane za porijeklo akni
Postoji niz zabluda o uzroku akni i o stvarima koje ih ne uzrokuju. Najčešće su:
- prehrana: jedna pogrešna studija navela je na zaključak da čokolada, pomfrit, čips i šećer, između ostalog, utječu na razvoj akni[1] Nedavno znanstveno istraživanje pokazuje da nema argumenata ni u korist ni protiv ovih tvrdnji.[2] Konsenzus postignut među zdravstvenim radnicima glasi da oboljeli od akni trebaju isprobavati različite načine prehrane i suzdržavati se od konzumiranja namirnica za koje otkriju da utječu na pogoršanje stanja akni.[3] Nedavno istraživanje, provedeno na 47 335 žena, otkrilo je pozitivnu epidemiološku povezanost između konzumiranja mlijeka, posebice obranog, i pojave akni.[4] Istraživači pretpostavljaju da ova povezanost može biti prouzročena hormonima (poput goveđeg IGF-I) prisutnog u kravljem mlijeku, no ova hipoteza nije definitivno potvrđena. S druge strane, morska hrana može sadržavati relativno visoke razine joda, ali vjerojatno nedovoljno da izazove navalu akni. Ipak, osobe koje su sklone aknama možda će poželjeti izbjeći prekomjerno konzumiranje namirnica s visokim sadržajem joda. Govori se i o vezi između konzumiranja namirnica s visokim udjelom šećera i razvoja akni. Prema ovoj hipotezi činjenica da je pojava akni rjeđa u zemljama koje ne pripadaju zapadnim područjima može se objasniti njihovim prehranom koja ima nizak glikemijski indeks.[5] Nužna su dodatna istraživanja kako bi se utvrdilo može li smanjen unos namirnica visokoga glikemijskog indeksa (poput gaziranih napitaka i slatkiša) značajno ublažiti pojavu akne, no konzumiranje namirnica visokoga glikemijskog indeksa treba svesti na minimum zbog njihova utjecaja na opće zdravstveno stanje organizma.[6]
- nedostatak osobne higijene: akne nisu pokazatelj nehigijene. Ova zabluda vjerojatno potječe od činjenice da su u mehanizam nastajanja akni uključene i infekcije. No akne nastaju duboko unutar kože, u uskom kanalu folikula dlake, iz kojeg ih je nemoguće isprati. Čepovi se formiraju od stanica i loja koji stvara samo tijelo. Bakterije uključene u proces iste su one koje su i inače prisutne u koži. Redovno čišćenje kože može ublažiti, ali ne i spriječiti razvoj akni kod određene. Štoviše, sve što nadilazi vrlo nježnu njegu kože može zapravo pogoršati rane, pa čak i potaknuti pojavu novih akni oštećivanjem ili isušivanjem kože.

## Liječenje

### Kronologija liječenja akni
Povijest akni potječe iz najranijih perioda pisane povijesti. U starom je Egiptu, zabilježeno da je nekoliko faraona patilo od akni. Od antičkih Grka dolazi i sam izraz akne. I liječenje akni ima dugu povijest:
- Rim : kupanje u vreloj (često sumpornoj) mineralnoj vodi bio je jedan od nekolicine dostupnih načina liječenja akni. Jedan od najranijih tekstova u kojem se spominju problemi s kožom jest De Medicina, koji je napisao Celzus
- 19. stoljeće: dermatolozi 19. stoljeća upotrebljavali su sumpor u liječenju akni (vjerovalo se da sumpor isušuje kožu)
- 1920-ih: upotrebljava se benzoil peroksid
- 1930-ih: upotrebljavaju se laksativi u liječenju takozvanih bubuljica čednosti
- 1950-ih: kada su u upotrebu ušli antibiotici, otkriveno je da imaju povoljan utjecaj na akne; u početku su se uzimali oralno; topijski su antibiotici postali dostupni nešto kasnije
- 1960-ih: vitamin A i retin A pokazali su učinkovitost u liječenju akni, što je dovelo do razvoja izotretionina, koji se tijekom 1980-ih u SAD-u prodavao kao Accutane i Roaccutane
- 1990-ih: uvedeno je liječenje laserom
- 21. stoljeće: uvedena je terapija plavim/crvenim svjetlom.

Neki su stari načini liječenja, poput laksativa, izbačen iz upotrebe, ali su drugi, poput topličkog kupanja opstali i postaju sve popularniji.

### Dostupni načini liječenja
U prodaji postoji velik broj proizvoda koji se upotrebljavaju za liječenje akni. No mnogi od njih nemaju nikakav klinički dokazan učinak. Uopćeno govoreći, uspješno liječenje daje malo vidljivih rezultata tijekom prvih dvaju tjedana; potom se akne postupno povlače tijekom približno triju mjeseci. Nakon toga poboljšanje dostiže stanje dalje stagnacije. Liječenja koja obećavaju poboljšanja kroz dva tjedna vjerojatno će vas na kraju razočarati.
Kombinacija postupaka liječenja može smanjiti oboljenje u velikom broju slučajeva. Liječenja koja su najučinkovitija obično donose najviše neželjenih propratih efekata i zahtijevaju velik stupanj nadzora. Mnoge se osobe konzultiraju s liječnikom kada se odlučuju za terapiju, posebice kada razmatraju kombiniranu primjenu tretmana. Za izvjestan se broj postupaka liječenja pokazalo da su učinkovita, primjerice:

#### Abrazija kože
Abrazija, ili skidanje površinskih slojeva kože, može se provoditi bilo mehanički (pomoću abrazivne tkanine ili tekućeg pročišćivača) bilo kemijski. Uobičajena su kemijska sredstva salicilna kiselina i glikolna kiselina; one olakšavaju ljuštenje površinskih podslojeva kože, a s ciljem da se spriječi nagomilavanje slojeva izumrlih stanica koje se stapaju sa zdravim slojevima i začepljuju pore. Od pomoći su i pri uklanjanju blokada iz začepljenih pora. Pod kemijskim se ljuštenjem (pilingom) ne misli na ljuštenje u klasičnom makroskopskom (vidljivom) smislu, nego na mikroskopsko razaranje površinskih slojeva kože. Ovisno o vrsti abrazije moguća je pojava i vidljivog ljuštenja kože. Ovlaživači i topijska sredstva protiv akni koja sadrže agense za izazivanje kemijskog ljuštenja obično su dostupna na tržištu. Mehanička se abrazija rabi rjeđe jer mnoge pozitivne strane uklanjanja ovih površinskih podslojeva kože poništavaju posljedice trljanja i mehaničkog nadraživanja kože.

#### Topijski baktericidi
Široko rasprostranjeni antibakterijski preparati koji sadrže benzoil peroksid mogu se rabiti kod blagih i srednje teških slučajeva akni. Gelovi ili kreme koji sadrže benzoil peroksid utrljavaju se dva puta dnevno u pore oboljeloga dijela tijela, a ponajprije sprečavaju nastajanje novih akni uništavanjem bakterije Propionibacterium acnes. Za razliku od antibiotika, benzoil peroksid ima prednost što je jak oksidans (zapravo je blag izbjeljivač) te tako ne dovodi do razvoja rezistentnosti kod bakterija. No on redovno isušuje kožu, a uzrokuje i lokalnu iritaciju i crvenilo. Kompromisni bi režim podrazumijevao dnevnu upotrebu razblaženog benzoil peroksida (2.5 %), u kombinaciji s odgovarajućim ovlaživačima, čime bi se spriječilo isušivanje kože.
Pri upotrebi benzoil peroksida mora se paziti jer je on blag izbjeljivač, dakle, on će izbijeliti bilo kakvo vlakno ili kosu ako dođe u kontakt s njima.
Među ostale antibakterijske preparate ubrajamo triklosan ili hlorheksidin glukonat, no oni su uglavnom manje učinkoviti.

#### Topijski antibiotici
Izvana primijenjeni antibiotici poput eritromicina, klindamicina, stiemicina ili tetraciklina namijenjeni su uništavanju bakterija koje se nalaze u blokiranim folikulima dlake. Dok topijska upotreba antibiotika ima istu učinkovitost kao i oralna, ova metoda primjene izbjegava moguće neželjen popratne efekte, primjerice iritaciju želuca ili međudjelovanje s ostalim lijekovima (npr. oni neće utjecati na oralno unijete kontracepcijske tablete). No ovaj se način može pokazati nepogodnim ako se nanosi na veće tjelesne površine.

#### Oralni antibiotici
Među oralne antibiotike koji se rabe u liječenju akni ubrajamo eritromicin ili neke iz skupine tetracikličnih antibiotika (tetraciklin ili oksitetraciklin, koji se bolje apsorira) ili neke iz skupine koja se rabi jednom dnevno poput doksiciklina, minociklina ili lajmciklina. Trimetroprim se također katkad koristi. Međutim, smanjenje broja bakterija uzročnika akni neće samo po sebi smanjiti lučenje loja i nekontrolirano ponašanje stanica, što predstavlja početne uzorke blokade folikula. Štoviše, antibiotici postaju sve manje učinkoviti jer se sve više pojavljuju rezistentne bakterije. Akne će se najčešće ponovno pojaviti brzo nakon prekida liječenja; nekoliko dana nakon topijske primjene i nekoliko tjedana nakon oralne primjene lijekova.

#### Hormonsko liječenje
Kod žena se akne mogu ublažiti hormonskim tretmanima. Kontracepcijske tablete s normalnom kombinacijom estrogena/progesterona imaju djelomičan učinak, ali anti-testosteronski Ciproteron u kombinaciji s estrogenom (Diane 35) prilično je učinkovit u smanjenju razine androgena. Postoji i alternativa za Diane 35, koja se zove drospirenon, a uzrokuje manje neželjenih efekata od Diane 35 / Dianette. Obje se inačice mogu rabiti kada nalazi krvi pokazuju previsoke razine androgena, no učinkovite su čak i kada to nije slučaj.
Ako je bubuljica velika i/ili ne reagira na druge oblike liječenja, dermatolog može primijeniti i injekciju kortizona izravno u bubuljicu, što će obično smanjiti crvenilo i upalu, gotovo trenutno. Posljedica je zaravnjenje bubuljice, čime se omogućava njezino lakše prikrivanje šminkom, a može pripomoći i proces zalječenja. Propratni su učinci minimalni, ali se mogu javiti u obliku privremenog izbjeljivanja kože oko mjesta ubrizgavanja. Ova metoda ima i daleko manji rizik ostavljanja ožiljka nego kirurško uklanjanje bubuljice.

#### Retinoidi za vanjsku primjenu
Osnovno im je svojstvo da normaliziraju životni ciklus folikula dlake. Skupina lijekova kojima se ovo omogućuje jesu topijski retinoidi poput tretionina (tržišni je naziv Retin-A), adapalena (tržišni naziv Diferin) te tazarotena i tazarotena (tržišni naziv Tazorak). Poput izotretionina, oni su povezani s vitaminom A, ali se nanose kao topijski i općenito imaju daleko blaže propratne efekte. Oni mogu, međutim, uzrokovati značajniju iritaciju kože. Retinoidi vjerojatno utječu na životne cikluse stvaranja i izumiranja stanica u zidovima folikula. Ovime se sprečava hiperkeratinizacija ovih stanica, koja može dovesti do blokade. Retinol, oblik vitamina A, ima sličan, ali blaži učinak i upotrebljava se u brojnim komercijalnim ovlaživačima i ostalim topijskim proizvodima. Učinkoviti su topijski retinoidi u upotrebi više od trideset godina, ali su dostupni samo na recept i nisu u širokoj upotrebi kao ostali topijski preparati.

#### Oralni retinoidi
Oralni retinoidi smanjuju lučenje loja iz žlijezda. To se može postići svakodnevnim unosom derivata vitamina A, poput izotretionina (tržišni naziv Akutan, Sotret) tijekom 4-6 mjeseci. Vjeruje se da izotretionin djeluje ponajprije tako što smanjuje lučenje lojnih žlijezda, no neke studije upozoravaju da on utječe i na druge čimbenike vezane za nastanak akni. Izotretionin se pokazao vrlo učinkovitim u liječenju teških slučajeva akni smanjujući ih ili ih potpuno uklanjajući kod više od 80% pacijenata. Lijek ima daleko dugotrajniji učinak od antibakterijskih tretmana i često liječi akne u potpunosti. Liječenje zahtijeva medicinski nadzor dermatologa zato što ga prate brojne neželjene propratne pojave (koje mogu biti i teške). Kod oko 25% pacijenata može doći do recidiva nakon prvog perioda liječenja. Često se preporučuje probni period od nekoliko mjeseci između dvaju perioda liječenja (zato što se stanje može donekle poboljšati u periodu nakon završetka faze liječenja i taj period može dati tijelu vrijeme da se oporavi). Povremeno dolazi i do trećeg ili čak četvrtog perioda liječenja, ali su poboljšanja često manje značajna. Najpoznatije su nuspojave suha koža i povremena kvarenja iz nosa (zbog suhoće sluznice nosa). Oralni retinoidi često stvaraju početnu upalu akni tijekom prvog mjeseca koja može biti teška. Postoje zabilježeni slučajevi da je lijek oštetio jetru pacijenata. Iz ovog se razloga pacijentima preporučuje da prije i tijekom liječenja naprave i analiziraju uzorke krvi. U nekim se slučajevima liječenje završava zbog promjena u nekom od brojnih pokazatelja razina supstancija u krvi koje mogu biti povezane s oštećenjem jetre. Postoje i tvrdnje po kojima su izvještaji o trajnim oštećenjima jetre nepotkrijepljeni te neki dermatolozi smatraju da je nepotrebna rutinska provjera stanja jetre. Trigliceridi u krvi također se moraju pratiti. No rutinsko je testiranje dio službenih preporuka za uporabu ovih lijekova u velikom broju zemalja. Neki izvještaji iz tiska upozoravaju da izotreonin može prouzročiti kliničku depresiju, ali još ne postoji suglasnost u medicinskoj literaturi o veličini rizika. Lijek također uzrokuje malicioznosti na plodu ako žena zatrudni tijekom liječenja ili počne da se liječi tijekom trudnoće. Zato se od pacijentica zahtijevaju dvije zasebne mjere za kontrolu rađanja ili izjava o apstinenciji tijekom uzimanja lijeka. Iz tog se razloga lijek smatra posljednjim izborom, koji se uzima u obzir tek nakon što su se drugi − blaži − oblici liječenja pokazali neučinkovitima. U SAD su doneseni restriktivni zakoni koji reguliraju upotrebu ovog lijeka (tzv. iPledge program) početkom ožujka 2006. godine kako bi se spriječila zlouporaba ovog lijeka.
This has occasioned widespread editorial comment.

#### Fototerapija

##### Plavo i crveno svjetlo
Dugo je vremena poznato kratkotrajno poboljšanje koje se postiže izlaganjem suncu. No studije su pokazale da sunčevo svjetlo pogoršava stanje na duge staze zbog oštećenja ultraljubičastim zračenjem. Odnedavno je u upotrebi vidljivi dio spektra (fototerapija) i s uspjehom je pokazano da posebice plavo svjetlo iz namjenski izrađenih fluorescentnih svjetiljki, dikroičnih sijalica, diodnih izvora i lasera proizvodi ove učinke. Upotreba ove terapije dva puta tjedno pokazala je smanjenje akni za oko 64%;
a smatra se još učinkovitijom kada se primjenjuje preko dana. Mehanizam djelovanja podrazumijeva da porfirini što ih proizvode bakterije P. acnes stvaraju slobodne radikale pod utjecajem plavog svjetla.
Ako se svjetlost upotrebljava nekoliko dana, ovi slobodni radikali na kraju postaju smrtonosni za same bakterije.
Budući da porfirini inače nisu prisutni u koži i da se ne upotrebljava ultraljubičasti dio spektra, ovaj se način liječenja pokazao sigurnim i odobren je od američke institucije Food and Drug Administration.
Liječenje navodno postaje učinkovitije kada se upotrebljava crveno svjetlo (660 nanometara valne dužine), koje proizvodi 76%-tno smanjenje akni nakon tri mjeseca dnevnog liječenja, i to kod 80% pacijenata;
Opće je poboljšanje slično ili bolje u usporedbi s benzoilovim peroksidom. Za razliku od većine drugih načina liječenja, ovdje se očekuje pojava manjih ili nikakvih propratnih nuspojava, dok je veoma malo vjerojatno da se može razviti rezistentnost bakterija na ovaj oblik liječenja. Nakon liječenja stanje se dulje održava u odnosu na tretmane topijskim ili oralnim antibioticima; nije neuobičajen ni period od nekoliko mjeseci. No oprema i liječenje su skuplji, iako se troškovi prenosivoga kućnog kompleta za liječenje mogu usporediti s troškovima nabave benzoil peroksida/ovlaživača/pročišćivača za period od nekoliko godina, s time da se fototerapija bolje podnosi.

### Budućnost liječenja
Laserska se kirurgija već neko vrijeme primjenjuje za smanjenje ožiljaka nastalih od akni, a istražuje se i mogućnosti upotrebe lasera u prevenciji stvaranja akni. Laser se rabi za proizvodnju jednog od sljedećih učinaka:
- izgaranje folikulske kesice iz koje raste dlaka
- izgaranje lojnih žlijezda koje proizvode loj
- induciranje nastanka kisika u bakterijama, koji ih potom uništava.

S obzirom na to da izvori pulsnog svjetla visokog intenziteta stvaraju toplinska oštećenja kože, postoji bojazan da će postupci liječenja akni laserskim ili intenzivnim pulsnim izvorima inducirati hiperpigmentaciju ili prouzročiti dugoročno isušivanje kože. Ova je metoda još uvijek više u stadiju medicinskih ispitivanja negoli u području standardnih metoda liječenja.
Zbog mogućnosti da akne imaju značajan nasljedni fakto, postoje očekivanja da će jeftino sekvencioniranje genoma pomoći preciznijoj izolaciji tjelesnih mehanizama uključenih u nastanak akni, što bi moglo dovesti do učinkovitijih metoda liječenja. (Grubo uzevši, uzimao bi se uzorak DNK oboljelih, kao i DNK osoba koje nisu oboljele i računalnom bi se obradom podataka tragalo za statistički jakom različitošću u genima između ovih dviju skupina). No postupak sekvencioniranja DNK još uvijek nije dovoljno jeftin.

### Preporučeni načini liječenja ovisno o vrstiAcne vulgaris
- komedonske (neupaljene) akne: lokalno liječenje azelaičnom kiselinom, salicilnom kiselinom, topijski retinoidi, benzoil peroksid
- blage (upaljene) akne: benzoil peroksid ili topijski retinoidi, topijski antibiotici (poput eritromicina)
- umjereno upaljene akne: benzoil peroksid ili topijski retinoidi u kombinaciji s oralnim antibioticima (tetraciklini); izotretionin je moguć kao opcija
- jako upaljene akne, nodularne akne, akne koje ne reagiraju na prethodno spomenute načine liječenja: izotretionin ili kontracepcijske tablete s ciproteronom kod žena s virilizacijom ili drospirenon

## Ožiljci od akni
Teži slučajevi akni često ostavljaju za sobom male ožiljke koji mogu biti jamičasti, tanjurasti ili kockasti u profilu. Liječenje ožiljaka od akni skupo je i teško.
Potpuno uspješno liječenje je neuobičajeno. U tim se je slučajevima moguće obratiti specijalistima za liječenje ožiljaka.

## Vanjske poveznice
- Acne vulgaris: more than skin deep (o psihološkim utjecajima akni)
- Story on Acne from the Better Health Channel  Arhivirana inačica izvorne stranice od 16. ožujka 2012. (Wayback Machine) (Obezbeđenje kvaliteta pruža Viktorijanska vlada, Australija)
- Information on acne, medications and treatment of scars.
- AcneNet. American Academy of Dermatology. Inačica izvorne stranice arhivirana 5. listopada 2006. Pristupljeno 6. siječnja 2010. – Informacije o aknama (prethodno pregledane od strane dermatologa).
- National Institute of Asthritis and Musculoskeletal and Skin Diseases. Questions and Answers About Acne. National Institues of Health